# John Kamyuka
John Kamyuka (* 11. Januar 1989 in Jwaneng) ist ein ehemaliger botswanischer Schwimmer.

## Karriere
Kamyuka trat bei den Olympischen Spielen 2008 in Peking an. Im Wettbewerb über 50 m Freistil erreichte sie Rang 72. Außerdem nahm er beim Schwimm-Weltcup 2008 und den Afrikaspielen 2011 in Mosambik und den Schwimmweltmeisterschaften 2011 in Shanghai teil.
Zusammen mit Samantha Paxinos war er einer der ersten Schwimmer, die für Botswana an den Olympischen Spielen teilnahmen.